# Телешов, Николай Дмитриевич
Никола́й Дми́триевич Телешо́в (29 октября [10 ноября] 1867, Москва — 14 марта 1957, Москва) — русский и советский писатель, поэт, организатор известного кружка московских писателей «Среда» (1899—1916), потомственный почётный гражданин. Совладелец торгового дома «Телешов Дмитрий Егорович», учреждённого его отцом (1877), член правления торгово-промышленного товарищества «Ярославской Большой мануфактуры»; гильдейский староста купеческой управы Московского купеческого общества (1894—1898). Заслуженный деятель искусств РСФСР (1938).

## Детство
Родился 29 октября (10 ноября) 1867 года в московской купеческой семье. Его предки были крепостными крестьянами Владимирской губернии, самостоятельно выкупившиеся на волю. Родители: Дмитрий Егорович и Елизавета Петровна Телешовы.
Он рано приобщился к чтению и литературе. Ещё двенадцатилетним подростком в 1880 году стал свидетелем грандиозных Пушкинских торжеств в Москве: торжественного открытия памятника поэту, выступлений Ф. М. Достоевского, И. С. Тургенева и др. Чуть раньше, в десять лет, в типографии И. Д. Сытина он познакомился с процессом возникновения книги. Со временем возникла потребность самому приобщиться к литературному процессу. Деловые связи и дружба с Сытиным будут сопровождать его всю жизнь.

## Вхождение в литературу

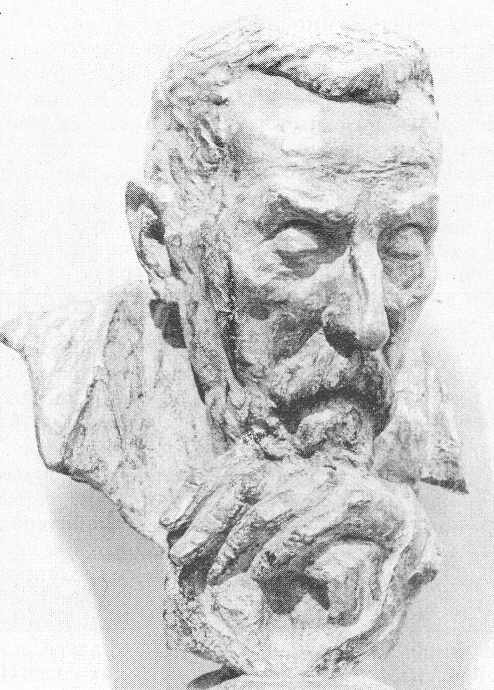
В. А. Михалёв. Портрет Н. Д. Телешова (1956).

В 1884 году окончил московскую Практическую академию коммерческих наук.
В этом же году в журнале «Радуга» он напечатал своё первое стихотворение «Покинутая». В 1886 году принял активное участие в подготовке сборника молодых поэтов «Искреннее слово». Первые его стихи носили на себе следы влияния С. Я. Надсона, А. А. Фета, И. С. Никитина, А. Н. Плещеева. Сборник этот не обратил на себя никакого внимания, но был первым опытом вхождения в литературную среду. Глубокая заинтересованность в литературном и творческом общении помогла Телешову впоследствии создать литературное объединение «Среда», а пока он публиковался в безвестных журналах «Семья», «Россия», в «Гражданине» князя Мещерского, «Детском чтении» Д. И. Тихомирова. Основная тема ранних рассказов — купеческий и мещанский быт («Петух», «Мещанская драма», «Дуэль», «Именины»). Ранние рассказы составили первый сборник «На тройках» (1895). Современники находили некоторое подражание А. П. Чехову в проблематике ранних произведений Телешова, закономерным было знакомство Телешова с Чеховым в 1888 году. Название сборнику дал очерк, опубликованный в 1893 году в консервативном журнале «Русское обозрение». Очерк был посвящён Ирбитской ярмарке и написан по впечатлениям его родственника М. А. Корнилова. Интерес к окраинам России пробуждали в Телешове произведения В. Г. Короленко и Д. Н. Мамина-Сибиряка. По совету Чехова в 1894 году Телешов предпринял собственное длительное путешествие в Сибирь, результатом которого стала серия рассказов, посвящённых быту переселенцев (циклы «За Урал» (1897), «По Сибири» и «Переселенцы», рассказы «Нужда», «На ходу», «Самоходы», «Домой» и др.). Рассказы его отличали будничность сюжета, лишённого неожиданных поворотов в повествовании, внешне бесстрастная («чеховская») манера письма. Однако в своих рассказах-легендах писатель не скупился применять и фантастику, и иносказание, и символику образов.

## На рубеже веков

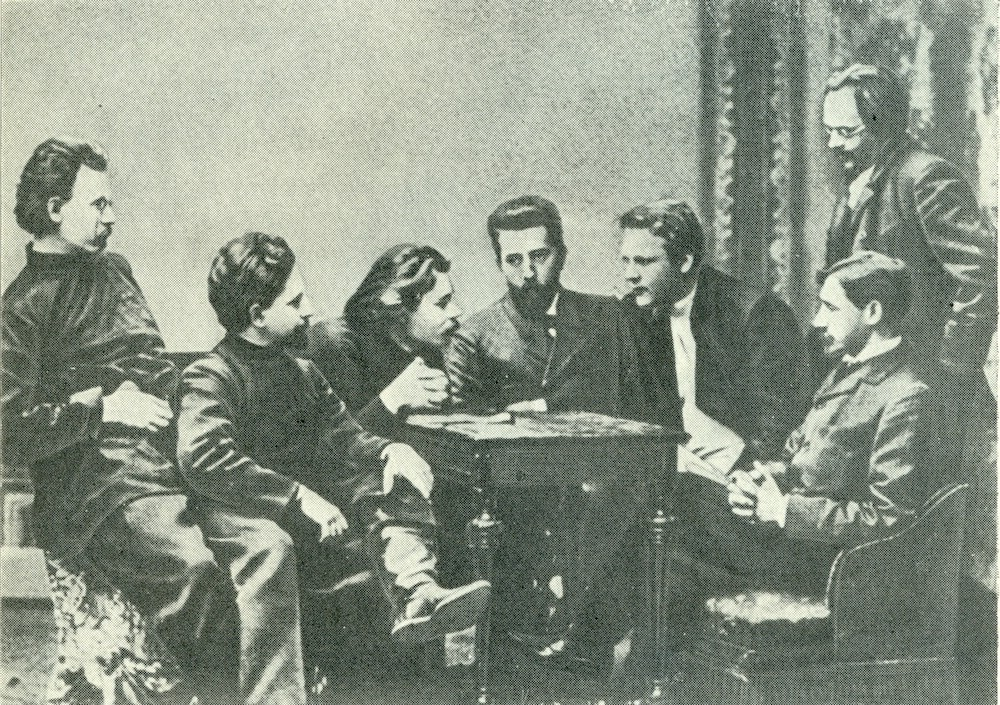
Группа участников «Сред» Телешова. Слева направо: С. Г. Скиталец, Л. Н. Андреев, М. Горький, Н. Д. Телешов, Ф. И. Шаляпин, И. А. Бунин, Е. Н. Чириков (1902).

Период с 1898 по 1903 год в биографии писателя был непростым: писалось трудно, не хотелось публиковать «пустяковину» и «тусклятину», выражаясь его собственными словами. К концу 1890-х годов прекратилось сотрудничество Телешова с консервативной прессой. Свои новые произведения он помещал в либеральных журналах «Мир Божий», «Русская мысль», «Журнал для всех», многочисленных сборниках и альманахах. К кругу знакомств писателя кроме А. П. Чехова, В. А. Гиляровского, И. А. Белоусова присоединились братья Ю. А. Бунин и И. А. Бунины, Н. Н. Златовратский, К. М. Станюкович, Д. Н. Мамин-Сибиряк, редакторы и сотрудники московских журналов. 

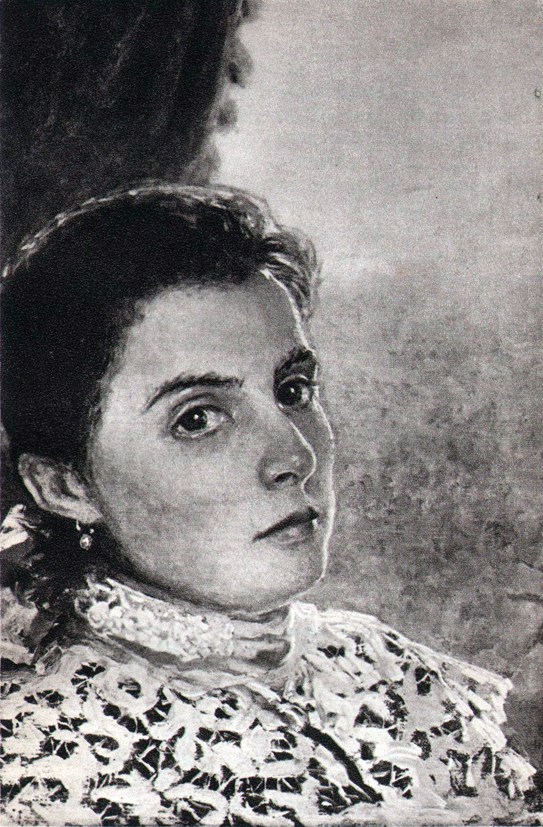
Е. А. Телешова,
жена писателя

В 1899 году в Нижнем Новгороде произошло знакомство Телешова и Максима Горького. Горький заинтересовался писательским кружком Телешова и рекомендовал туда Л. Н. Андреева, С. Г. Скитальца. К ним присоединились Е. Н. Чириков, В. В. Вересаев, А. И. Куприн, А. С. Серафимович и некоторые другие литераторы. Поскольку собрания писателей устраивались на квартире у Телешова по средам, решено было назвать новое литературное объединение «Средами» Телешова. «Среды» продолжались с 1899 по 1916 год. Горький впервые прочитал здесь свою пьесу «На дне». Из произведений писателей кружка впоследствии были составлены сборники «Знание», «Слово» и «Нижегородский сборник».
Женой писателя стала Елена Андреевна Карзинкина (1869—1943). Ее родители, - купец 1 гильдии Андрей Александрович Карзинкин и София Николаевна (урожд. Рыбникова), - считаются прообразами картины художника Василия Пукирева «Неравный брак». Родной брат Софьи Николаевны, Павел Николаевич (1831—1885), — знаменитый русский этнограф и фольклорист, записавший много былин на берегах Онежского озера и положивший начало изучению устного поэтического творчества в России («Песни, собранные П. Н. Рыбниковым», 4 чч., 1861—67, и др.). Елена Андреевна окончила Московское училище живописи, ваяния и зодчества, была ученицей В. Д. Поленова, имела широкий круг знакомств среди художников и благодаря ей на «Средах» бывали художники А. Я. Головин, К. К. Первухин, А. М. Васнецов, И. И. Левитан. Впоследствии она стала иллюстратором произведений своего мужа. Ей писатель посвятил свои «Записки писателя». Кроме того, частыми гостями бывали Ф. И. Шаляпин и С. В. Рахманинов.
Н. Д. Телешов был избран 29 ноября 1903 года действительным членом Общества любителей российской словесности; казначей общества с 14 февраля 1909 года.  

## Между двух революций

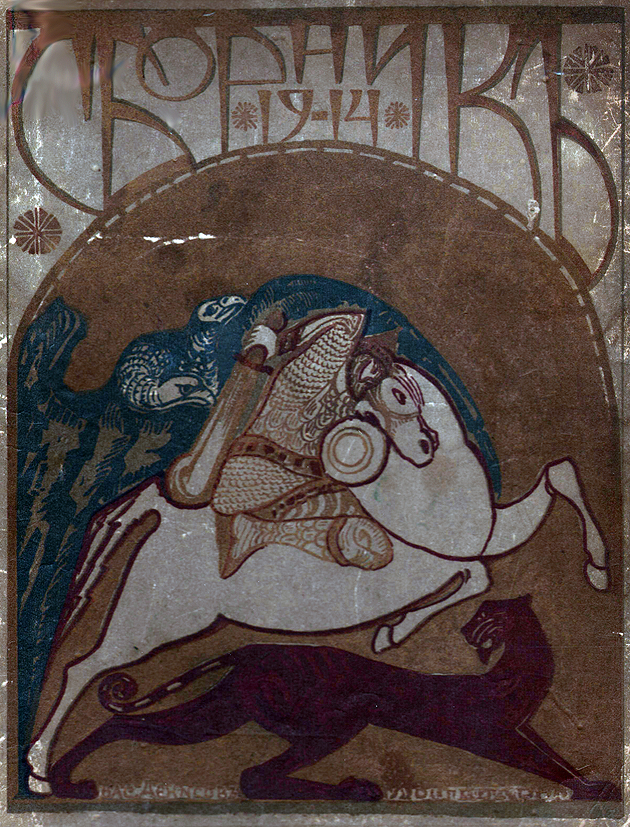
Сборник «1914 год». Обложка Вас. Денисова.

Около 1905 года Телешов претерпел характерную для его поколения эволюцию влево. В его произведениях появились ноты социального протеста: «Крамола», «Петля», «Между двух берегов», «Чёрной ночью». Он впервые в России организовал в Подмосковье сельскую гимназию для рабочих, железнодорожных служащих и крестьян. Десять лет в ней бесплатно (или за сниженную плату) учились по принципу совместного обучения дети самых бедных крестьян и рабочих. Средства на содержание гимназии давала чета Телешовых. Помимо этого Телешов являлся одним из главных организаторов литературной, художественной, театральной и артистической жизни Москвы. Он длительное время возглавлял кассу взаимопомощи литераторов и учёных, был инициатором издания различных сборников («Друкарь», «1914 год», «В помощь пленным русским воинам») и постановок любительских спектаклей писателей, являлся присяжным суда чести при обществе печати и литературы. Телешов с энтузиазмом воспринял первую русскую революцию 1905 года, и когда волна революционного подъёма прошла, его творчество не претерпело упаднических изменений, утверждая по-прежнему человеческую веру в гуманистические ценности («Верный друг», «Косцы», «Иная душа»). Неприятие империалистической войны нашло отражение в рассказах «Во тьме», «Мина» — сборник «1914 год», «Дни за днями» — сборник «В помощь пленным русским воинам» (1916). Супруги Телешовы на свои средства организовали госпиталь в Малаховке (1915), выстроили сельскую лечебницу (1916).
В 1917 году он был избран гласным Московской городской думы.

## Послеоктябрьский период

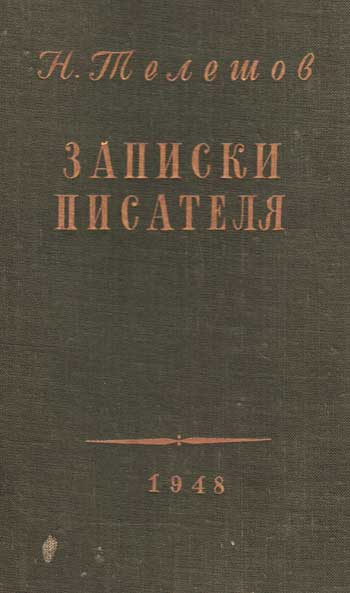
«Записки писателя», 1948.

После Октябрьской революции Телешов принимал участие в работе Народного комиссариата просвещения. Он участвовал в организации Музея МХТ (Камергерский переулок, д. 3а), директором которого был с 1923 года. В эти годы он занимался детской литературой, задумал цикл «Легенды и сказки»: «Крупеничка» (1919), «Зоренька» (1921). Начал писать художественные мемуары «Записки писателя» (1925—1943), повествующие о событиях литературной жизни Москвы XIX—XX вв. На его квартирах проходили заседания членов городской комиссии «История московских улиц» Общества охраны памятников истории и культуры Москвы. Книга «Начало конца» (1933) представляет собой повести и рассказы о событиях революции 1905—1907 годов.
Умер 14 марта 1957 года. Похоронен на Новодевичьем кладбище (участок № 2).

## Библиографический курьёз

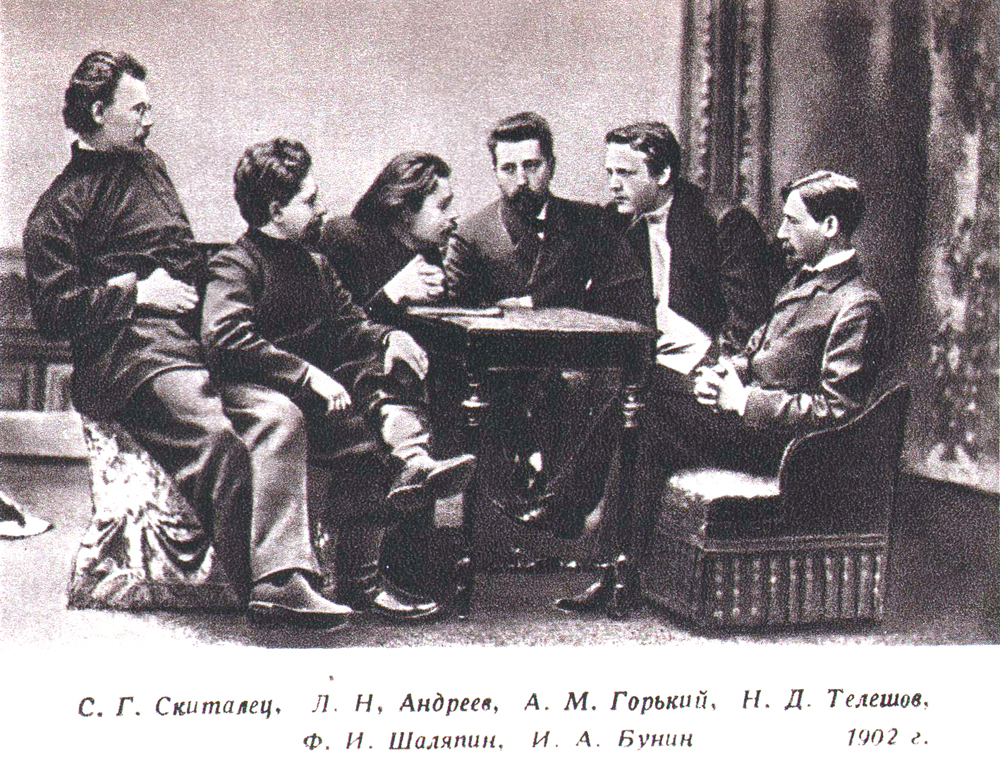
Группа участников «Сред» Телешова. Подпись поясняет, что Е. Н. Чирикова действительно нет.

Могила Н. Д. Телешова на Новодевичьем кладбище в Москве

В историю русской литературы Н. Д. Телешов вошёл в первую очередь как инициатор «Телешовских сред» и автор мемуарной книги «Записки писателя». «Записки» Телешова неоднократно переиздавались в советское время и при авторских переизданиях дополнялись и исправлялись писателем. Мемуары иллюстрированы фотопортретами русских писателей. Портреты были примечательны тем, что каждый из них содержал личный дарственный автограф Телешову. Поскольку коллекционирование этих портретов было страстью Телешова, ему удалось получить дарственные надписи на портретах у Льва Толстого, Чехова, Короленко, Горького, Куприна, Бунина, Серафимовича, Вересаева, Белоусова, Скитальца, Леонида Андреева, Мамина-Сибиряка, Златовратского, Спиридона Дрожжина, Шаляпина и многих других. Многие из них в третьем томе (там полный текст «Записок писателя») избранных сочинений Телешова 1956 года.
В издании «Записок писателя» 1948 года среди прочих портретов была помещена иллюстрация, воспроизводившая известный групповой портрет 1902 года писателей «Среды». Её отличие от оригинального портрета состояло в том, что изображение Е. Н. Чирикова за спиной И. А. Бунина было тщательно заретушировано. По неизвестной причине исчезло лишь изображение Чирикова, хотя на том же самом снимке присутствовали другие эмигранты: Бунин и Шаляпин. Конечно, известность и значительность двух последних не шла ни в какое сравнение с известностью Евгения Чирикова. Им обоим посвящено немало страниц «Записок». К тому же советское правительство в первые годы после войны при посредничестве Н. Д. Телешова какое-то время рассчитывало вернуть Нобелевского лауреата по литературе обратно в Советский Союз. Шаляпин и Чириков к этому времени уже давно скончались, и хотя в «Записках» имя Чирикова вскользь упоминается несколько раз, но даже в этом случае его лик омрачал советскую литературу.

## Адреса в Москве
- 1898—1904 — Чистопрудный бульвар, 21;
- 1904—1913 — Чистопрудный бульвар, 23;
- 1913—1957 — Покровский бульвар, 18/15. Здесь проходили «Телешовские среды», участниками которых выступил весь цвет литературной Москвы начала XX века: Л. Н. Андреев, К. Д. Бальмонт, В. Я. Брюсов, И. А. Бунин, А. С. Серафимович, В. В. Вересаев, А. М. Горький, А. И. Куприн и другие. На доме установлена мемориальная доска.

## Тексты
[publ.lib.ru/ARCHIVES/T/TELESHOV_Nikolay_Dmitrievich/_Teleshov_N._D..html Произведения Н. Д. Телешова на сайте «Публичная библиотека»]
- Легенды. О трёх юношах. (1901)
- Переселенцы. Самоходы. Рассказ.
- Переселенцы. Ёлка Митрича. (1897) Рассказ.
- По Сибири. На тройках. (1892) Повесть.
- По Сибири. Против обычая. (1894) Рассказ.
- По Сибири. Сухая беда. (1897)
- 1905 год. Крамола. (1906) Повесть.
- 1905 год. Начало конца. (1933) Повесть.
- Петух. (1888) Рассказ.
- Между двух берегов. (1903) Рассказ.
- Живой камень. (1919) Рассказ.
- Самое лучшее. (1919) Рассказ.
- Жулик. Рассказ.
- Тень счастья. (1921)